# میفومورتاید
میفومورتاید (انگلیسی: Mifamurtide) نام دارویی است که جهت درمان استئوسارکوما (نوعی سرطان استخوان) به‌کار می‌رود. این سرطان در کودکان و نوجوانان شایع‌تر است و در یک سوم موارد منجر به مرگ می‌شود.
میفومورتاید در مارس ۲۰۰۹ میلادی در اروپا تأیید شد. سازمان غذا و داروی آمریکا در سال ۲۰۰۷ میلادی از پذیرش این دارو، سر باز زد و آنرا نپذیرفت.

## موارد مصرف
این دارو برای درمان استئوسارکومای غیرمتاستاتیک و قابل جراحی، پس از برداشت کامل ان توسط روش‌های جراحی، در افراد بین ۲ تا ۳۰ سال بکار می‌رود. این سرطان استخوان همه‌ساله در اروپا و آمریکا، در ۱ نفر از ۱۰۰۰ نفر رخ می‌دهد که بیشترشان زیر ۳۰ سال سن دارند. میفومورتاید پس از جراحی و در ترکیب با سایر داروهای شیمی‌درمانی، جهت کشتن سلول‌های باقی‌ماندهٔ سرطانی و افزایش عمر مبتلایان کاربرد دارد.
در یک کارآزمایی بالینی فاز سه در حدود ۸۰۰ بیمار، میفومورتاید در ترکیب با دوکسورابیسین و متوتروکسات؛ با یا بدون سیس‌پلاتین و ایفوسفامید، میزان مرگ‌ومیر را در حدود ۳۰٪ در مقایسه با پلاسیبو کاهش داد. ۶ سال بعد از درمان، ۷۸٪ بیماران هنوز زنده بودند که این به‌معنای کاهش خطر مطلق (ARR) ۸٪ است.

## عوارض جانبی
عوارض داروی میفومورتاید در مجموع خفیف تا متوسط است و بیشتر بیماران، در تزریق‌های دوم و بعد، عوارض کمتری را تجربه خواهند کرد.
- برخی از عوارض شایع این دارو عبارتند از: تب (حدود ۹۰٪)، خستگی، بی‌اشتهایی، سردرد، اسهال، یبوست (بیش از ۱۰٪)[۳][۹]

## تداخلات دارویی
- برپایهٔ مطالعات تئوریک، داروی سرکوب‌کننده سیستم ایمنی همچون سیکلوسپورین و تاکرولیموس ممکن است با میفومورتاید تداخل اثر داشته باشند، چرا که بر روی ماکروفاژها اثر می‌کنند.
- دوزهای بالای داروهای ضدالتهاب غیراستروئیدی، در محیط‌های کشت قادرند عملکرد میفومورتاید را بلوکه کنند.

در نتیجه، تجویز میفومورتاید با داروهای فوق قدغن است. البته می‌توان داروهای ضدالتهاب غیراستروئیدی را با دوزهای کم تجویز کرد.
هیچگونه شواهدی از تداخل میفومورتاید با داروهای شیمی‌درمانی رایج و همچنین با سیتوکروم پی ۴۵۰ در دست نیست.